# جان روسلیوس
جان روسلیوس (به انگلیسی: John Roselius) (زاده ۱۹ اوت ۱۹۴۴) بازیگر آمریکایی است.
از فیلم‌های معروف او می‌توان به بازی در محافظت از تس و اندوهی به وسعت اقیانوس اشاره کرد.